# Isonychus bimaculatus
Isonychus bimaculatus är en skalbaggsart som beskrevs av Hermann Burmeister 1855. Isonychus bimaculatus ingår i släktet Isonychus och familjen Melolonthidae. Inga underarter finns listade i Catalogue of Life.